# Список объектов всемирного наследия ЮНЕСКО в Уругвае
В спи́ске объе́ктов Всеми́рного насле́дия ЮНЕ́СКО в Уругвае значится 1 наименование (на 2010 год), это составляет 0,1 % от общего числа (1248 на 2025 год).
Кроме этого, по состоянию на 2018 год, 7 объектов на территории государства находятся в числе кандидатов на включение в список всемирного наследия.

## Список
Объекты расположены в порядке их добавления в список всемирного наследия. Если объекты добавлены одновременно, то есть на одной сессии Комитета всемирного наследия ЮНЕСКО, то объекты располагаются по номерам.
| # | Изображение | Название                                                                                              | Местоположение        | Время создания | Год внесения в список | №    | Критерии |
| - | ----------- | --- | --------------------- | -------------- | --------------------- | ---- | -------- |
| 1 |             | Колония-дель-Сакраменто Colonia del Sacramento                                                        | Департамент Колония   | 1680           | 1995                  | 747  | iv       |
| 2 |             | Индустриальные объекты Фрай-Бентоса Frigorífico Anglo del Uruguay                                     | Департамент Рио-Негро | 1924           | 2015                  | 1464 | ii, iv   |
| 3 |             | Работа инженера Эладио Диесте: Церковь Атлантиды Iglesia de Cristo Obrero y Nuestra Señora de Lourdes | Атлантида             | 1958           | 2021                  | 1612 | iv       |

## Предварительный список
В таблице объекты расположены в порядке их добавления в предварительный список.
| # | Изображение | Название                                                                                            | Местоположение         | Время создания | Год внесения в предварительный список | №    |
| - | ----------- | --------------------------------------------------------------------------------------------------- | ---------------------- | -------------- | ------------------------------------- | ---- |
| 1 |             | Каменистая территория Чаманга с наскальными рисунками Chamangá: A Rock Paintings Area               | Департамент Флорес     | —              | 2005                                  | 2033 |
| 2 |             | Островные территории и бухта Колонии-дель-Сакраменто Área insular y bahía de Colonia del Sacramento | Департамент Колония    | —              | 2005                                  | 2034 |
| 3 |             | Рамбла — морская набережная Монтевидео Rambla de Montevideo                                         | Департамент Монтевидео |                | 2010                                  | 5594 |
| 4 |             | Современная архитектура Монтевидео                                                                  | Департамент Монтевидео | XX век         | 2010                                  | 5595 |
| 5 |             | Работы Эладио Диесте                                                                                | Департамент Монтевидео | XX век         | 2010                                  | 5596 |
| 6 |             | Район Пеньяроль: старый город и индустриальный железнодорожный пейзаж Peñarol                       | Департамент Монтевидео | XIX век        | 2014                                  | 5923 |
| 7 |             | Культурный ландшафт острова Флорес Isla de Flores                                                   | Департамент Монтевидео | XIX век        | 2015                                  | 5969 |